# Victoria (film 2015)
Victoria è un film del 2015 diretto da Sebastian Schipper. Il film è stato realizzato in un unico piano sequenza, per la totalità della sua durata.

## Trama
Durante una serata in club, la giovane spagnola Victoria incontra a Berlino i quattro giovani "Sonne", "Boxer", "Blinker" e "Fuss", che le si presentano come dei "veri berlinesi". I quattro comunicano con Victoria in inglese. Nuova in città e alla ricerca di amicizie, Victoria accompagna i quattro attraverso la notte, fin sul tetto di un grattacielo, un normale luogo di ritrovo per il gruppo. I cinque scherzano tra di loro e, tra le altre cose, la ragazza apprende che Boxer era stato detenuto in prigione.
Sonne accompagna Victoria al caffè dove la ragazza lavora, sottopagata, e che deve aprire alle sette. Il ragazzo scopre un pianoforte e lo strimpella, finché la ragazza suona un pezzo molto esigente, un Mefisto valzer di Franz Liszt. Sonne ne è profondamente impressionato, e lei gli confessa che ha sacrificato tutta la sua vita al sogno di diventare una pianista da concerto, fin dalla prima infanzia, praticando quotidianamente per il massimo tempo possibile e non avendo mai tempo per gli amici. I suoi compagni di studio al conservatorio erano in realtà degli avversari, dei concorrenti, e tutti erano in competizione per la realizzazione del loro sogno. Solo recentemente le è stato detto che non era abbastanza brava, suggerendole di dedicarsi ad altro.
Il conoscersi nel caffè viene bruscamente interrotto dalla ricomparsa del resto del gruppo. Un compagno di cella di Boxer chiede loro un favore; poiché Fuss è troppo ubriaco, Sonne convince Victoria ad accompagnarli. Il favore si rivela però una rapina ai danni di una banca privata, nel corso della quale Victoria diventa l'autista della macchina rubata per la fuga. Dopo il successo della rapina in banca, il gruppo ritorna al club e continua a festeggiare. Dopo aver lasciato il club, tuttavia, i quattro ritornano al veicolo, in cui avevano dimenticato Fuss. Quando vedono che l'area è ora circondata dalla polizia, fuggono frettolosamente, attirando l'attenzione dei poliziotti.
I quattro fuggono nel cortile di un nuovo complesso residenziale, dove avviene uno scontro a fuoco. Boxer e Blinker vengono colpiti, Victoria e Sonne si separano da loro, rifugiandosi nell'appartamento di una coppia straniera: i due cambiano i vestiti e prendono con loro il bambino della coppia, che lasciano poi in un negozio sotto il complesso residenziale, per poi rifugiarsi in un albergo sotto mentite spoglie. Victoria prenota una stanza, e Sonne vede la notizia che Boxer e Blinker sono entrambi deceduti. Solo allora Victoria si rende conto che anche Sonne è stato gravemente ferito nello scontro a fuoco. La ragazza chiama un'ambulanza, che però non arriva in tempo: Sonne muore nel letto dell'hotel, dopo averla pregata di prendere i soldi e fuggire in Spagna. Victoria, in lacrime, ritrova lentamente la sua compostezza, prendendo i soldi della refurtiva e lasciando inosservata l'hotel.

## Produzione
Il film è un lungo piano sequenza di oltre due ore ripreso dal cameraman norvegese Sturla Brandth Grøvlen dalle 4:30 alle 7:00 del 27 aprile 2014 nei quartieri di Kreuzberg e Mitte di Berlino. La sceneggiatura consiste di dodici pagine e la maggior parte dei dialoghi sono improvvisati.
Per ottenere finanziamenti, il regista Sebastian Schipper aveva promesso di consegnare eventualmente una versione jump-cut, nel caso non fosse riuscito a ottenere un unico piano sequenza. La versione jump-cut è stata filmata nel corso di dieci giorni di riprese, con una serie di shot da dieci minuti ciascuno. Schipper ha tuttavia ritenuto la versione jump-cut come "non buona".
Il budget rimanente dopo la lavorazione della versione jump-cut consentiva al regista solo tre tentativi per ottenere un unico piano sequenza. Secondo Schipper, il primo tentativo era noioso perché gli attori erano troppo cauti, avendo paura di sbagliare; al secondo tentativo, al contrario, gli attori erano diventati fin troppo euforici. Il terzo tentativo, quello buono, è stato invece apprezzato dal regista, poiché conteneva un elemento di "aggressività" mancante invece nelle prime due versioni.

## Distribuzione
In Italia, il film è stato distribuito da Movies Inspired il 23 marzo 2017. La visione del film è stata sconsigliata ai minori di 13 anni.

## Remake
- Nel 2024 il regista Gabriele Muccino ha realizzato un film liberamente ispirato a Victoria, dal titolo Fino alla fine.

## Riconoscimenti
- 2015 - European Film Awards
  - Candidatura a Miglior film a Sebastian Schipper
  - Candidatura a Miglior regista a Sebastian Schipper
  - Candidatura a Miglior attrice a Laia Costa
  - Candidatura a Premio del pubblico al miglior film europeo a Sebastian Schipper